# 齐增十
HD 179648，又名BD+21 3690，SAO 86930、HR 7286，是一颗狐狸座的恒星，视星等为5.93，位于銀經54.5，銀緯5.23，其B1900.0坐标为赤經19h 8m 19.3s，赤緯+21° 5.23′ 9″。